# Andrea Tonacci
Andrea Tonacci (Roma, 1944 – San Paolo, 16 dicembre 2016) è stato un regista italiano naturalizzato brasiliano.

## Biografia
Figlio di emigrati italiani, dopo aver interrotto gli studi universitari in architettura, girò i suoi primi cortometraggi negli anni sessanta, decennio in cui iniziò ad insegnare regia cinematografica in Spagna e in Brasile. Passato poi ai lungometraggi, sperimentò tecniche di ripresa e di montaggio molto innovative. Morì il 16 dicembre 2016 per un tumore al pancreas.

## Filmografia
- Olho por Olho - cortometraggio (1966)
- Bang Bang (1971)
- Blablablá - cortometraggio (1975)
- Jouez encore, payez encore - documentario (1975)
- Discursos Canelas (1979)
- Conversas no Maranhão (1983)
- Biblioteca Nacional - cortometraggio documentario (1997)
- Montagne del disordine (Serras da desordem) - documentario (2004)
- Benzedeiras de Minas - cortometraggio documentario (2008)